# Warlock (Band)
Warlock war eine deutsche Heavy-Metal-Band, die gegen Ende 1982 in Düsseldorf gegründet wurde und bis 1988 aktiv war.

## Geschichte
Den Grundstein zur Band legten Doro Pesch, Rudy Graf, Peter Szigeti, Thomas Studier und Michael Bastian, die zusammen 1981 die Band gründeten. Letztere beiden verließen kurz darauf die Truppe und wurden durch Frank Rittel und Michael Eurich ersetzt. Doro Pesch sollte als eine der ersten weiblichen Metal-Sängerinnen den Mittelpunkt der Band darstellen. Mit der ersten Demoaufnahme gelang es der Band, sich einen Plattenvertrag bei der belgischen Plattenfirma Mausoleum Records zu sichern.
Am 24. März 1984 erschien das Debütalbum Burning the Witches, welches sowohl bei der Presse als auch bei den Fans so gut ankam, dass die Band kurz darauf zu dem größeren Plattenlabel Phonogram wechselte.
Während Burning the Witches noch etwas roh ausfiel, ist das am 29. Mai 1985 Album Hellbound ausgefeilter und eher dem Powermetal zuzuordnen. Zu dieser Zeit stand die Band bereits neben etablierten Künstlern des Genres auf der Bühne. So spielten sie auf dem Metal Hammer Festival auf der Loreley neben Bands wie Metallica, Venom, Pretty Maids und Running Wild.
Mit ihrem dritten Album True as Steel (veröffentlicht am 18. August 1986) modernisierten Warlock ihren Sound, was Rudy Graf nicht gefiel. Er verließ die Band 1986 und wurde durch Niko Arvanitis ersetzt. Der Erfolg der Band nahm stetig zu. Sie spielten im Vorprogramm von W.A.S.P. auf deren Englandtournee und reisten mit Judas Priest durch Europa. Doro Pesch stand als erste Frau überhaupt auf der Bühne des legendären britischen Mega-Festivals Monsters of Rock in Donington.
Nach erneuten Besetzungswechseln (Frank Rittel und Peter Szigeti verließen Warlock) erschien am 29. September 1987 das Album Triumph and Agony. Mit diesem Album gelang der Band der internationale Durchbruch. Es folgten große Tourneen unter anderem mit Dio und Megadeth. Danach beschloss Doro Pesch, eine Solokarriere zu starten, sodass sich die Band auflöste.
2004 trat im Rahmen einer „Special Reunion Show“ die Band nochmals in einer alten Besetzung unter dem Namen Warlock im Rahmen des Wacken Open Air auf, was seitens des Bandmitbegründers Rudy Graf rechtlich beanstandet wurde, da die Namensrechte von seiner Seite beansprucht wurden.
Zum selben Zeitpunkt arbeitete Rudy Graf mit einer neuen Besetzung an der Neugründung der Band mit dem alten Konzept. Eine in Aussicht gestellte Produktion mit Ralle Rudnik (Höhner, Zeltinger, Ute Freudenberg) als Produzenten wurde verworfen, da keine zufriedenstellende Einigung für alle Beteiligten bezüglich der Namensrechte erzielt werden konnte.
2021 gab Sängerin Doro Pesch ein Konzert in Schweden, bei dem sie noch einmal alle Songs des letzten Studioalbums Triumph and Agony sang. Anschließend ging sie mit den Songs auch auf Tour. Mit dem zugehörigen Livealbum kam sie 34 Jahre nach Veröffentlichung des Originals in die Top 5 der deutschen Albumcharts.

## Stil
Mit Doro Pesch als Sängerin, was Anfang der 1980er-Jahre im Heavy-Metal-Bereich noch sehr ungewöhnlich war, unterschied sich die Band von anderen Bands des Genres. Zwar gab es im Bereich Hard Rock schon Bands mit weiblichen Hauptstimmen (zum Beispiel Suzi Quatro, Heart, Pat Benatar, The Runaways, Lita Ford, Toronto, Tantrum), aber außer der kanadischen Sängerin Lee Aaron, den Bands Girlschool, Rock Goddess, Chastain und Wendy O. Williams existierte weltweit wenig Vergleichbares auf dem härteren Heavy-Metal-Sektor. Auch dieser Umstand bewirkte, dass die Band wegen Doro von vorneherein ein größeres Medien- und auch Faninteresse wecken konnte als die musikalisch vergleichbare Newcomer-Band-Konkurrenz dieser Zeit.

## Sonstiges
Das Cover der Picture-Disc-LP des letzten Warlock-Studioalbums Triumph and Agony erhielt einen Eintrag in das Guinness-Buch der Rekorde als größtes Plattencover der Welt. Zum Aufsteller ausgeklappt kommt es auf eine Größe von etwa 85 × 60 cm.

## Diskografie

### Studioalben
- 1984: Burning the Witches (Mausoleum Records, 1987 auf Vertigo (Phonogram) wiederveröffentlicht)
- 1985: Hellbound (Vertigo (Phonogram))
- 1986: True as Steel (Vertigo (Phonogram))
- 1987: Triumph and Agony (Vertigo (Phonogram / Polygram))

### Livealben
- 2021: Triumph and Agony Live (von Doro, Rare Diamonds Productions / Rough Trade)

### Kompilationen
- 1991: Rare Diamonds (Vertigo (Phonogram))
- 1998: Earth Shaker Rock (Connoisseur Collection)
- 2015: I Rule the Ruins: The Vertigo Years (Boxset, Caroline / Universal Music)

### Singles
- 1983: Without You / Burning the Witches (7″, Mausoleum Rec.)
- 1985: All Night (special 7″-Mix) / Hellbound (7″, Vertigo (Phonogram))
- 1985: You Hurt My Soul (short version) / Evil (7″, Vertigo (Phonogram))
- 1985: You Hurt My Soul (full version) / Turn It On + Evil (12″, Vertigo (Phonogram))
- 1986: Fight for Rock (6-Track 12″-EP, Vertigo (Phonogram))
- 1987: All We Are / Three Minute Warning (7″, Vertigo (Phonogram))
- 1987: All We Are / I Rule the Ruins + Cold, Cold World (12″, Vertigo (Phonogram))
- 1987: East Meets West / I Rule the Ruins
- 1987: Für immer / Metal Tango (7″, Vertigo (Phonogram))
- 1987: Für immer / Kiss of Death + Metal Tango (12″, Vertigo (Phonogram))
- 1987: Für immer + Kiss of Death + Metal Tango (CD-Single, Vertigo (Phonogram))

### Demoaufnahmen
- 1983: 1983 Demo
- 1983: Mausoleum Demo

### Tributealben
- 2008: Tribute to Steel

### Videoalben
- 1985: Metal Racer
- 1989: The Videos
- 1991: Rare Diamonds
- 1991: Doro Pesch and Warlock: Live (2002 DVD)

### Musikvideos
- 1986: Fight for Rock
- 1987: All We Are
- 1988: Für immer